# Cynorta clavipus
Cynorta clavipus is een hooiwagen uit de familie Cosmetidae.